# مجله فرآورده‌های طبیعی
مجله فرآورده‌های طبیعی(به انگلیسی: Journal of Natural Products) یک مجله علمی ماهانه با داوری همتا است که به بررسی تحقیقات و تازه‌های علمی در مورد شیمی و/یا بیوشیمی ترکیبات طبیعی می‌پردازد. این نشریه توسط انجمن فارماکوگنوزی آمریکا و انجمن شیمی آمریکا منتشر می‌شود. سردبیر این مجله فیلیپ جی. پروتئو (از دانشگاه ایالتی اورگان) است.